# Van Hu

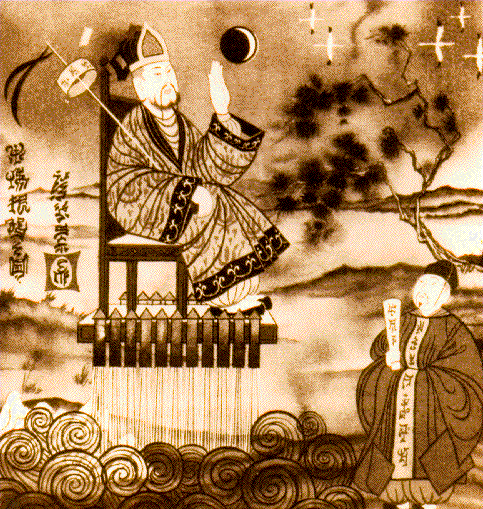
Van (Wan) Hu a rakétaszékkel

Van Hu (hagyományos kínai: 萬虎 vagy 萬戶, egyszerűsített kínai: 万户, pinjin: Wàn Hǔ) egy kínai feltaláló volt, a Ming-dinasztia egyik tisztségviselője. Az 1500-as évek körül élt, munkásságát kínai írnokok feljegyzései és legendái örökítették meg. Ő a történelem első tudósa (asztronautája), aki űrutazással próbálkozott. Tiszteletére nevezik a Hold egyik kráterét Wan-Hoo kráternek.

## Van Hu szerkezete
A tudós egy speciális rakétaszéket készített, amely aljára rakétákat erősített, szám szerint 47 darabot. A rakéták lefelé – a föld felé – néztek, majd egyszerre be kellett gyújtani őket. A fellövés napján Van (Wan) Hu felmászott a székbe, majd a 47 szolgálójával begyújtatta a rakétákat, majd a szolgálók fedezékbe menekültek. Ezt követően egy hatalmas robbanás történt. Sem Van (Wan) Hu-t, sem a széket soha többé nem látták. Valószínűleg a rakéták láncreakciója során felszabaduló energia porrá égette a feltalálót szerkezetével együtt. A kínai mondák szerint a tudós feljutott az égbe.

## Utóélet
A MythBusters című sorozatban megkísérelték a szerkezetet reprodukálni, és az Van (Wan) Hu eredeti koncepciójához hasonlóan felrobbant.